# Eliot Stannard
Pour les articles homonymes, voir Stannard.
Eliot Stannard est un scénariste britannique né à Londres en 1888 et mort en 1944. Entre 1914 et 1933, il a participé à l'écriture de 147 films, dont 8 pour Alfred Hitchcock.

## Biographie
Ses parents sont l'écrivaine John Strange Winter et l'ingénieur Arthur Stannard.

## Filmographie sélective
- 1921 : The Adventures of Mr. Pickwick.
- 1925 : Le Jardin du plaisir.
- 1926 : The Mountain Eagle.
- 1927 : Les Cheveux d'or.
- 1927 : Le Masque de cuir (The Ring).
- 1927 : Downhill.
- 1928 : Le passé ne meurt pas
- 1928 : Champagne.
- 1928 : Laquelle des trois ? (The Farmer's Wife).
- 1929 : The Manxman.